# Alexander Pache
Alexander Immanuel Alfred Pache (* 31. Dezember 1878 in Steinigtwolmsdorf; † 7. Dezember 1943 im Konzentrationslager Buchenwald)  war ein deutscher Lehrer und Autor sowie Landtagsabgeordneter in Sachsen.

## Leben und Wirken
Er war der Sohn des Dirigenten, Komponisten und Kantors Johannes Fürchtegott Jonathan Pache. 1888 zogen seine Eltern nach Langebrück um. Von 1891 bis 1899 besuchte er das Kreuzgymnasium in Dresden. Nach dem Abitur studierte er zunächst in Leipzig Jurisprudenz und Nationalökonomie, dann in Leipzig und Bonn Germanistik, Philosophie und Geschichte. Von 1901 bis 1905 war er als Erzieher und Lehrer am Evangelischen Pädagogium in Godesberg bei Bonn tätig.
Im Juli 1904 bestand er das Examen für die Kandidatur des höheren Schulamtes. Im Dezember 1904 promovierte Pache mit der Arbeit Naturgefühl und Natursymbolik bei Heinrich Heine zum Dr. phil. Von Oktober 1905 bis 1906 leistete er in Dresden seinen Militärdienst ab. Im Anschluss absolvierte er das Probejahr am Dresdner Kreuzgymnasium und wurde Ostern 1907 an das König-Georg-Gymnasium in Dresden-Johannstadt berufen. 
Später war Pache an Gymnasien in Zwickau und Leipzig tätig. Er wurde zum Professor ernannt.
Pache schrieb mehrere Monographien über deutsche Dichtung und politische Parteien und u. a. auch für das Literarische Centralblatt für Deutschland, mit dessen Herausgeber Eduard Zarncke er mehrere Jahre korrespondierte.
Im Jahr 1933 gehörte Pache für die Kampffront Schwarz-Weiß-Rot, einem Bündnis aus Deutschnationaler Volkspartei, Stahlhelm und Reichslandbund, dem Sächsischen Landtag an.

## Werke (Auswahl)
- Otto Erich Hartleben. Ein kritischer Essay. Dortmund 1908.
- Schleswig-Holstein und 1866 in der deutschen Dichtung. Diesterweg, Frankfurt a. M. 1925.
- Der Weltkrieg im deutschen Gedicht. 1. Teil: Aufbruch und Vormarsch. Diesterweg, Frankfurt am M. 1925.
- Die deutsche Dichtung im 20. Jahrhundert. Leipzig o. J. (1925).
- Die politischen Parteien Deutschlands. Leipzig 1927.
- Die Krisis der Verfassung . Ein aufklärendes Wort zum Volksbegehren. Zwickau o. J. (1929).
- Der Stahlhelm. Sein Werden, sein Wesen, seine Ziele. Zwickau, 1929.